# Diane Martel
Diane Martel (...) è una regista e coreografa statunitense, nota come produttrice di video musicali.

## Video musicali
1993
- Dreamlover - Mariah Carey
- Throw Ya Gunz - Onyx
- Chief Rocka - Lords of the Underground

1994
- All I Want for Christmas Is You - Mariah Carey
- Miss You Most (At Christmas Time) - Mariah Carey
- Bring the Pain - Method Man
- What I'm After - Lord's Of The Underground
- Mass Appeal-Gang Starr
- Mad Props-Da Youngstas

1995
- Brooklyn Zoo - Ol' Dirty Bastard
- I'll Be There for You/You're All I Need to Get By - Method Man featuring Mary J. Blige
- The Riddler - Method Man

1998
- The Roof (Back in Time) - Mariah Carey
- Breakdown - Mariah Carey featuring Bone Thugs-n-Harmony
- My All (So So Def Remix) - Mariah Carey
- Whenever You Call - Mariah Carey featuring Brian McKnight
- Eyes Better Not Wander - Nicole Wray

1999
- Heartbreaker (Remix) - Mariah Carey
- Angel of Mine - Monica
- Genie in a Bottle - Christina Aguilera
- What a Girl Wants - Christina Aguilera

2000
- Case of the Ex - Mýa
- Send It On - D'Angelo
- If you don´t wanna love me -Tamar Braxton

2001
- Young, Fresh n' New - Kelis
- Who's That Girl? - Eve
- Lapdance - N.E.R.D
- After The Rain Has Fallen - Sting

2002
- Like I Love You - Justin Timberlake
- Just A Friend - Mario
- From tha Chuuuch to da Palace - Snoop Dogg
- My Neck, My Back (Lick It) - Khia

2003
- Stuck - Stacie Orrico
- Dance with My Father - Luther Vandross

2004
- If I Ain't Got You - Alicia Keys
- Welcome to My Truth - Anastacia
- I Could Be the One - Stacie Orrico
- Bridging The Gap - Nas
- Nobody's Home - Avril Lavigne
- What's Happenin' - Method Man featuring Busta Rhymes
- Truth Is - Fantasia

2005
- Hold You Down - Jennifer Lopez featuring Fat Joe
- Get Right (Remix) - Jennifer Lopez featuring Fabolous
- I Don't Care - Ricky Martin featuring Fat Joe and Amerie
- Do You Want To - Franz Ferdinand
- Don't Let It Go to Your Head - Fefe Dobson
- L.O.V.E. - Ashlee Simpson
- So High - John Legend
- Fearless - The Bravery
- Gotta Go, Gotta Leave - Vivian Green
- Touch - Omarion
- U Already Know - 112
- Nobody's Home - Avril Lavigne

2006
- Doing Too Much - Paula DeAnda featuring Baby Bash
- Ride a White Horse - Goldfrapp
- In My Mind - Heather Headley
- I'm Not Missing You - Stacie Orrico
- Listen - Beyoncé
- Tu amor - RBD
- Promise - Ciara

2007
- Read My Mind - The Killers
- Men's Needs - The Cribs
- An End Has a Start - Editors
- Conquest - The White Stripes
- Like You'll Never See Me Again - Alicia Keys
- Like a Boy - Ciara

2008
- The Boss - Rick Ross
- Who's That Girl - Robyn
- Google Me - Teyana Taylor
- Everyone Nose (All the Girls Standing in the Line for the Bathroom) - N.E.R.D
- Addiction - Ryan Leslie
- Eat You Up - BoA
- Whatcha Think About That - Pussycat Dolls

2009
- America's Suitehearts - Fall Out Boy
- Mad - Ne-Yo
- If This Isn't Love - Jennifer Hudson
- Love Sex Magic - Ciara featuring Justin Timberlake
- Outta Here - Esmée Denters
- Show Me What I'm Looking For - Carolina Liar
- Want – Natalie Imbruglia
- Boys and Girls - Pixie Lott
- 3 – Britney Spears

2010
- Whataya Want from Me – Adam Lambert
- Missing - Flyleaf
- Ride - Ciara featuring Ludacris
- Kiss & Cry - Iconiq
- Light Ahead - Iconiq
- Tokyo Lady - Iconiq
- Right Thru Me - Nicki Minaj

2011
- No One Gonna Love You - Jennifer Hudson
- Best Thing I Never Had - Beyoncé
- You Can't Be Friends With Everyone - Make Out
- 25/8 - Mary J. Blige
- Mr. Wrong - Mary J. Blige
- Until It's Gone - Monica

2012
- Lazy Love - Ne-Yo
- Brand New Me - Alicia Keys

2013
- Just Give Me a Reason - Pink (cantante) featuring Nate Ruess
- Leggo - B Smyth featuring 2 Chainz
- Blurred Lines - Robin Thicke featuring T.I. & Pharrell
- We Can't Stop - Miley Cyrus
- Evil Eye - Franz Ferdinand

2017
- Malibu (Miley Cyrus) - Miley Cyrus
- Younger Now (singolo) - Miley Cyrus